# Liniez
Liniez är en kommun i departementet Indre i regionen Centre-Val de Loire i de centrala delarna av Frankrike. Kommunen ligger i kantonen Vatan som tillhör arrondissementet Issoudun. År 2022 hade Liniez 324 invånare.

## Befolkningsutveckling
Antalet invånare i kommunen Liniez
Referens:INSEE